# Larry Boston
Lawrence « Larry » Boston, né le 18 mai 1956 à Cleveland, est un joueur américain de basket-ball.

## Carrière

### Universitaire
- 1975 :  Vincennes University (NCAA)
- 1976-1978 :  Terrapins du Maryland (NCAA)

## Clubs
- 1979-1980 :  Bullets de Washington (NBA)
- 1980-1980 :  Maine Lumberjacks (CBA)
- 1980-1980 :  Lehigh Valley Jets (CBA)
- 1980-1980 :  Rochester Zeniths (CBA)
- 1980-1981 :  Maine Lumberjacks (CBA)
- 1981-1981 :  Maine Lumberjacks (CBA)
- 1981-1982 :  Treviso Pallacanestro
- 1982-1983 :  ASVEL Villeurbanne (Pro A)
- 1983-1984 :  Pully Basket
- 1984-1985 :  Caja de Ronda
- 1985-1986 :  Mariembourg Royale US-Namur
- 1986-1987 :  ABC Nantes (Pro A)
- 1987-1988 :  Basket Livorno

## Palmarès
- Finaliste Coupe Saporta : 1983 avec Villeurbanne